# Impatiens atrosanguinea
Impatiens atrosanguinea är en balsaminväxtart som först beskrevs av Takenoshin Nakai, och fick sitt nu gällande namn av B.U. Oh och W.P. Hong. Impatiens atrosanguinea ingår i släktet balsaminer, och familjen balsaminväxter. Inga underarter finns listade i Catalogue of Life.